# Lago Śniardwy
El lago Śniardwy (del alemán: Spirdingsee) es un lago en el Distrito de los Lagos masuriano en el voivodato de Varmia y Masuria, Polonia. Es el lago más grande de Polonia, con una superficie de 113,8 kilómetros cuadrados. Tiene 22,1 km de largo y 13,4 km de ancho. La profundidad máxima alcanza los 23 metros. Hay ocho islas en el lago.